# Top Gun (soundtrack)
Top Gun is de originele soundtrack van de gelijknamige film uit 1986, geproduceerd door Don Simpson en Jerry Bruckheimer. Het album werd uitgebracht door Columbia Records en wist enkele weken bovenaan de Amerikaanse Billboard 200 te blijven staan.

## Achtergrond
Het thema waarmee de film het meest wordt geassocieerd is "Danger Zone", uitgevoerd door Kenny Loggins, vanwege zijn gevechtsscènes en luchtacrobatiek, die nummer 2 op Billboard Hot 100 zou bereiken. Het nummer in kwestie was oorspronkelijk gecomponeerd voor de Canadees Bryan Adams, maar Adams weigerde "Danger Zone" te interpreteren of een van zijn nummers op te nemen (het was oorspronkelijk "Only The Strong Survive", een single op zijn album Into the Fire uit 1987), aangezien hij volledig tegen de verheerlijking van oorlog, militaire context en extreem patriottisme ("jingoïsme") in de film was, zoals hij bij de gelegenheid verklaarde. Loggins werkte daarom ook mee aan zijn muzikale werk aan "Playing With The Boys", dat een uitgebreide versie bevatte op de editie van 1999.
Het hoofdthema van het album is echter het nummer "Take My Breath Away", een liefdeslied van Berlin dat de eerste plaatsen van populariteit bereikte in tientallen landen over de hele wereld. Het derde thema dat van belang was, was de ballad "Heaven In Your Eyes", van de Canadese band  Loverboy, die een maximum zou bereiken van nummer 12 op de Amerikaanse hitlijsten.
Een nummer dat de producers van het album ook probeerden op te nemen, was "Reckless" (het laatste nummer op het album Turbo van Judas Priest). Het stuk werd gevraagd aan de groep om aan de soundtrack te worden toegevoegd, maar ze weigerden om twee redenen: ze dachten dat de film een mislukking zou zijn en ten tweede beweerden ze dat het zou betekenen dat het nummer van Turbo zou worden verwijderd. Interessant is dat Judas Priest's volgende album, Ram It Down uit 1988, een versie bevat van Chuck Berry's populaire "Johnny B. Goode", die verscheen op de soundtrack van de film met dezelfde titel.
De originele vinylplaat bevatte slechts 10 nummers. Tracks 10 tot 15 werden toegevoegd in de speciale editie van 1999, met liedjes in fragmenten in de hele film te horen. Een 2006-editie voegde nog 5 nummers toe, die echter alleen overeenkomen met de muzikale periode en niets met de film te maken hebben. Integendeel, de eerder genoemde nummers "Only The Strong Survive" van Bryan Adams en "Reckless" van Judas Priest werden uitgesloten vanwege eigen beslissingen van hun vertolkers.

## Tracklijst
| Nr. | Titel                 | Artiest(en)   | Duur |
| --- | --------------------- | ------------- | ---- |
| 1.  | Danger Zone           | Kenny Loggins | 3:36 |
| 2.  | Mighty Wings          | Cheap Trick   | 3:51 |
| 3.  | Playing with the Boys | Kenny Loggins | 3:59 |
| 4.  | Lead Me On            | Teena Marie   | 3:47 |
| 5.  | Take My Breath Away   | Berlin        | 4:11 |

| Nr. | Titel               | Artiest(en)                        | Duur |
| --- | ------------------- | ---------------------------------- | ---- |
| 1.  | Hot Summer Nights   | Miami Sound Machine                | 3:38 |
| 2.  | Heaven in Your Eyes | Loverboy                           | 4:04 |
| 3.  | Through the Fire    | Larry Greene                       | 3:46 |
| 4.  | Destination Unknown | Marietta                           | 3:48 |
| 5.  | Top Gun Anthem      | Harold Faltermeyer & Steve Stevens | 4:12 |

| Nr. | Titel                                  | Artiest(en)            | Duur |
| --- | -------------------------------------- | ---------------------- | ---- |
| 11. | (Sittin' On) The Dock of the Bay       | Otis Redding           | 2:42 |
| 12. | Memories                               | Harold Faltermeyer     | 2:57 |
| 13. | Great Balls of Fire (Original Version) | Jerry Lee Lewis        | 1:57 |
| 14. | You've Lost That Lovin' Feelin'        | The Righteous Brothers | 3:44 |
| 15. | Playing with the Boys (dance mix)      | Kenny Loggins          | 6:41 |

| Nr. | Titel                       | Artiest(en)    | Duur |
| --- | --------------------------- | -------------- | ---- |
| 16. | Can't Fight This Feeling    | REO Speedwagon | 4:54 |
| 17. | Broken Wings                | Mr. Mister     | 4:24 |
| 18. | The Final Countdown         | Europe         | 3:58 |
| 19. | Nothing's Gonna Stop Us Now | Starship       | 4:25 |
| 20. | The Power of Love           | Jennifer Rush  | 4:27 |